# St. Louis Southwestern Railway
De St. Louis Southwestern Railway (reporting mark SSW), was een spoorwegmaatschappij uit de Verenigde Staten en was vooral bekend onder de naam The Cotton Belt Route of kort Cotton Belt.

## Geschiedenis
De St. Louis Southwestern Railway werd op 15 januari 1891 opgericht. De basis van de SSW lag in enkele lokale spoorwegen die tussen het noordoosten van Texas, Arkansas en het zuidoosten van Missouri liepen. De firma kreeg in 1905 trackage rights (toestemming om een bepaald deel van de spoorlijn te gebruiken) over de Missouri Pacific Railroad zodat ze St. Louis in Missouri konden bereiken.
De St. Louis Southwestern en zijn opvolgers bezaten in 1945 1607 mijl aan spoorlijnen, in 1965 1555 mijl en in 1981 2115 mijl nadat ze de Golden State Route van de Rock Island hadden overgenomen.

## Overnames
Op 14 april 1932 kreeg de Southern Pacific Company toestemming van de Interstate Commerce Commission om de SWW over te nemen. Men bleef wel tot 1992 onder eigen beheer en naam verdergaan. In 1996 nam de Union Pacific Railroad de Southern Pacific over waardoor langzamerhand de naam van de SWW verdween.

## Cotton Belt passagiersdienst
De St. Louis Southwestern hadden een passagiersdienst van St. Louis naar Texas Points en van Memphis naar Shreveport en Dallas.  De Cotton Belt's Lone Star reed van Memphis Union Station naar Dallas Union Terminal met een aftakking van Lewisville, Arkansas naar Shreveport, Louisiana. De Morning Star was een tweede treinset die hier reed en vanuit St. Louis Union Station opereerde. Vanaf begin 1950 werd de passagiersdienst langzamerhand afgebouwd, de laatste passagierstrein reed op 30 november 1959.

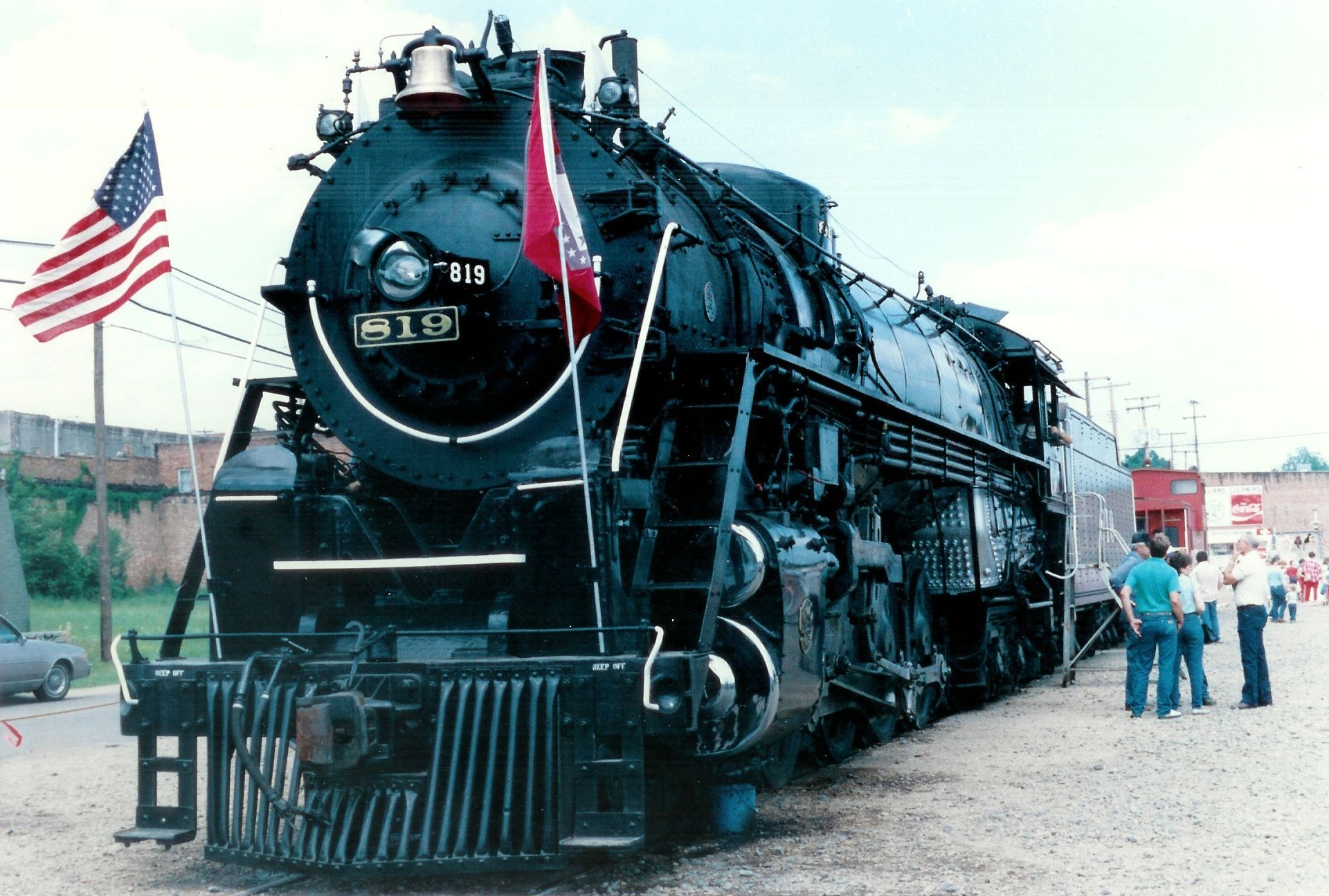
St. Louis Southwestern 819 tijdens een excursierit in 1986.